# Noćni gost (1958.)
Noćni gost je hrvatska televizijska drama iz 1958. godine, scenarista Kreše Novosela, u režiji Ivana Hetricha. Drama je bila dio ciklusa pod nazivom Priče mojih drugova, u kojem Novosel obrađuje osobne i kolektivne doživljaje iz Narodnooslobodilačke borbe.
Premijerno je prikazana 3. prosinca 1958. na Televiziji Zagreb. Kao i većina ranih televizijskih drama emitiranih uživo u to vrijeme, snimka Noćnog gosta nije sačuvana u arhivu Hrvatske radiotelevizije.

## Radnja
Radnja drame smještena je u 1942. godinu, u jednom grad gdje se zbiva u dvije prostorije gostionice. U jednoj prostoriji par slavi 40. godišnjicu braka sa svojim prijateljima i uzvanicima. U drugoj prostoriji, gdje se nalaze gazda i konobarica, zbiva se glavni tijek radnje. Ondje se nalaze agent i konfident Karlo koji zna da će u gostionicu doći partizan na sastanak s Jožom i trećom osobom. Informaciju i lozinku potrebnu za sastanak Karlo je doznao od Jože, simpatizera NOB-a, koji nije bio svjestan da se povjerava konfidentu.
U gostionicu stiže partizan Marko Horvat, poznat pod nadimkom Mak, prepoznaje agenta i uperi u njega revolver. Karlo tada prijeti da će ubiti Jožu ako Mak puca. Situacija se dramatično zaoštrava, a gostioničar je prisiljen pozvati policiju. Tada u događaje stupa Noćni gost, šaljivdžija i veseljak, koji dotad nije imao nikakve veze s borbom. U ključnom trenutku, nakon kratkog kolebanja, odlučuje intervenirati, svjestan da bi pri tome mogao izgubiti vlastiti život.

## Glumačka postava
- Pero Kvrgić kao noćni gost
- Jovan Ličina kao Marko Horvat zvan Mak
- Emil Glad kao izdajnik Karlo, agentov konfident
- Ljubomir Kapor kao agent
- Zvonimir Ferenčić kao Joža
- Đuka Tadić kao gostioničar
- Ivka Dabetić kao konobarica
- Josip Marotti kao posjetioc

## Tematika i poruka
Noćni gost prikazuje kako su se obični ljudi, u odlučujućim trenucima, znali žrtvovati za ideale slobode i borbe protiv fašizma. Glavni lik nije klasični heroj, nego običan čovjek koji u presudnom trenutku pokazuje hrabrost i solidarnost.
Prema riječima samog Novosela:

## Vanjske poveznice
- Noćni gost u internetskoj bazi filmova IMDb-a